# Бозлу
Бозлу (азерб. Bozlu) — село в Лачинском районе Азербайджана.
Уроженец села — Камил Баладе оглы Насибов — Национальный герой Азербайджана.

## География
Расположено на Карабахском нагорье, у левого берега реки Минкенд (приток реки Акера), в 38 км к северо-западу от районного центра.

## История
По материалам издания «Административное деление АССР», подготовленного в 1933 году Управлением народно-хозяйственного учёта Азербайджанской ССР (АзНХУ), по состоянию на 1 января 1933 года в селе Бозлу, являвшемся центром одноимённого сельсовета Лачинского района Азербайджанской ССР, имелось 71 хозяйство и 337 жителей (173 мужчины и 164 женщины). Национальный состав всего сельсовета (сёла Чырахлы, Кямаллы, Мирик, Каладжа, Кушчу) состоял на 56,9 % из тюрков (азербайджанцев) и на 42,3 % из курдов.
По данным на 1976 год в Бозлу проживало 468 человек. Были развиты животноводство, разведение зерновых и садоводство. Функционировали масло-сыродельный завод, средняя школа, библиотека и другие учреждения.
В результате Первой карабахской войны в мае 1992 года село перешло под контроль непризнанной Нагорно-Карабахской Республики и согласно её административно-территориальному делению входило в состав Кашатагского района и именовалось Мошатаг (арм. Մոշաթաղ).
1 декабря 2020 года Лачинский район был возвращён Азербайджану, согласно заявлению глав Армении, Азербайджана и России о прекращении боевых действий в Нагорном Карабахе, опубликованному 10 ноября 2020 года